# 六百番歌合
六百番歌合（ろっぴゃくばんうたあわせ）とは、鎌倉時代に藤原良経主催でなされた歌合。判者藤原俊成の判詞「源氏見ざる歌詠みは遺恨の事なり」などで知られ、後の千五百番歌合とならび歌合の最高峰と評される。

## 概要
建久3年（1192年）に企画・出題される。翌4年秋に披講・評定され、同年に加判が終了した。歌題は春15・夏10・秋15・冬10・恋50の百題。恋部は前半25題が恋の進行状態による設題、後半25題が「寄物恋」型の組題となっているなど、題詠の細分化と体系づけが考慮された画期的な試みとなっている。
『新古今和歌集』は本歌合の作品を極めて高く評価しており、34首が同集に入撰している。歌壇史上、六条藤家一派はその歌学と過去の栄光を本歌合に賭して、摂関家歌壇における御子左家一派の新指導権と対決する。そのため、特に顕昭（六条藤家派）と慈円・寂蓮・家隆（御子左家派）の論は白熱した。

## 出詠歌人
左方
藤原良経、中山兼宗
藤原定家（御子左家）
顕昭、藤原季経、藤原経家、藤原有家（六条家）
右方
慈円、藤原家房
寂蓮、藤原隆信、藤原家隆（御子左家）
藤原経家（六条家）